# 용인시 병
용인시 병은 대한민국의 국회의원 선거구이다. 경기도 용인시의 일부 지역을 관할한다. 현직 국회의원은 더불어민주당의 부승찬이다.

## 역사
대한민국 제19대 국회의원 선거를 앞두고 용인시 지역의 선거구가 개편되면서 신설되었다. 수지구 풍덕천1동·풍덕천2동·신봉동·죽전1동·죽전2동·동천동·상현1동·성복동을 '용인시 병' 선거구로 확정하였다.
대한민국 제20대 국회의원 선거를 앞두고 실시된 선거구 개편 과정에서 원래 용인시 을 선거구였던 수지구 상현2동이 편입되었고 수지구 죽전1동, 죽전2동이 용인시 정 선거구로 편입되었다. 
대한민국 제21대 국회의원 선거를 앞두고 실시된 선거구 개편 과정에서 수지구 상현2동이 용인시 정 선거구로 편입되었고 용인시 정 선거구로 편입되었던 수지구 죽전2동이 용인시 병 선거구로 복원되었다.
대한민국 제22대 국회의원 선거를 앞두고 실시된 선거구 개편 과정에서 수지구 죽전2동을 용인시 정 선거구로 내주었다.

## 관할 구역
| 대수  | 관할 구역                                                                             |
| ----- | ------------------------------------------------------------------------------------- |
| 19대  | 용인시 수지구 풍덕천1동, 풍덕천2동, 신봉동, 죽전1동, 죽전2동, 동천동, 상현1동, 성복동 |
| 20대  | 용인시 수지구 풍덕천1동, 풍덕천2동, 신봉동, 동천동, 상현1동, 상현2동, 성복동          |
| 21대  | 용인시 수지구 풍덕천1동, 풍덕천2동, 신봉동, 죽전2동, 동천동, 상현1동, 성복동          |
| 22대~ | 용인시 수지구 풍덕천1동, 풍덕천2동, 신봉동, 동천동, 상현1동, 상현3동, 성복동          |

## 역대 국회의원
| 선거   | 정당 | 정당         | 의원   |
| ------ | ---- | ------------ | ------ |
| 2012년 |      | 새누리당     | 한선교 |
| 2016년 |      | 새누리당     | 한선교 |
| 2020년 |      | 더불어민주당 | 정춘숙 |
| 2024년 |      | 더불어민주당 | 부승찬 |

## 역대 선거 결과

### 대한민국 제19대 국회의원 선거
|  | 52.07% |

|  | 43.14% |

|  | 4.78% |

### 대한민국 제20대 국회의원 선거
|  | 42.20% |

|  | 37.38% |

|  | 16.19% |

|  | 2.17% |

|  | 2.04% |

### 대한민국 제21대 국회의원 선거
|  | 51.55% |

|  | 47.94% |

|  | 0.49% |

### 대한민국 제22대 국회의원 선거
|  | 50.26% |

|  | 49.73% |